# 김미향
김미향(1973년 10월 1일~)은 대한민국의 배드민턴 선수이다.